# Urubamba (zoologia)
Urubamba Bruner, 1913 è un genere di insetti ortotteri della famiglia Acrididae.

## Tassonomia
Comprende le seguenti specie:
- Urubamba apicimacula Ronderos, 1979
- Urubamba aptera Bruner, 1913
- Urubamba colorata Ronderos, 1981
- Urubamba elegans Ronderos, 1978
- Urubamba inconspicua Bruner, 1913